# Theodor Nauman
Frans Johan Theodor Nauman (* 7. Dezember 1885 in Stockholm; † 6. Februar 1947 ebenda) war ein schwedischer Wasserballspieler.

## Karriere
Nauman nahm 1920 erstmals an Olympischen Spielen teil. In Antwerpen erreichte er mit der schwedischen Mannschaft den dritten Rang und gewann somit Bronze. Vier Jahre später bei den Spielen in Paris wurde die Mannschaft Vierter.
Neben seinen sportlichen Aktivitäten war er als Lagerarbeiter in Stockholm tätig. Sein Sohn Åke Nauman war 1936 Teilnehmer der Olympischen Spiele in Berlin.